# Kościół św. Szczepana w Wilnie
Kościół św. Szczepana w Wilnie – późnorenesansowy kościół w Wilnie zbudowany w latach 1600–1612.

## Historia
Kościół św. Szczepana był jednym z pierwszych zbudowanych na wileńskim przedmieściu. Powstał staraniem jezuity ks. Szymona Wysockiego. Pierwotnie pełnił funkcję świątyni szpitala św. Łazarza. Z czasem wokół obiektu powstał cmentarz, na którym początkowo grzebano ofiary zarazy i głodu, a później też osoby szanowane i zasłużone dla miasta m.in. niektórych  profesorów Uniwersytetu Wileńskiego.
W 1715 roku przy kościele św. Szczepana powstał dom zakonny Bractwa św. Rocha, rzymskokatolickiego męskiego zgromadzenia opiekującego się chorymi. Później tj. w 1752 za sprawą ks. Józefa Stefana Turczynowicza przy kościele utworzony został rzymskokatolicki dom zakonny Mariawitek. Siostry Życia Maryi opiekowały się świątynią do 1864.
W 1794 roku, podczas bombardowania miasta przez wojska rosyjskie, kościół spłonął. Klasztor został zrujnowany, a następnie odbudowany ze środków sióstr mariawitek. Odbudowano go według projektu architekta Pietro Rossiego w latach 1801–1806 między innymi dzięki wsparciu finansowemu ze strony cara Pawła I, który będąc w Wilnie ofiarował 3 tysiące rubli w srebrze na jego restaurację.
W 1864 roku nakazem władz carskich skasowano zakon mariawitek, a zabudowania kościelne i klasztorne przekształcono w więzienie. W 1926 roku przykościelny klasztor nabył cech kamieniarzy z przeznaczeniem na magazyn. Wokół kościoła na dawnym cmentarzu powstał skład materiałów budowlanych.
W okresie międzywojennym w kościele odbywały się nabożeństwa. Po II wojnie światowej władze sowieckie ich jednak zakazały. Świątynia została zamknięta i taką pozostaje do dziś.
W latach 1975–1976 kościół został wyremontowany. Ponownie obiekt restaurowano na początku XXI wieku.

## Architektura
Kościół św. Szczepana posiada cechy późnego renesansu przechodzącego we wczesny barok, nie posiada wieży. Jest z zewnątrz bardzo skromny, posiada profilowany gzyms i wnęki pomiędzy pilastrami. Nie posiada bogatych dekoracji zewnętrznych.
Wyróżnia się spośród wileńskich kościołów konstrukcją wnętrza, nawa główna zakończona jest z obu stron apsydami. Świątynia ma bowiem oprócz nawy głównej tylko jedną nawę boczną – południową.
Przy świątyni istniał kiedyś cmentarz, na którym spoczęło wiele znamienitych postaci, m.in. przy południowej fasadzie świątyni znajduje się grób wileńskiego architekta Wawrzyńca Gucewicza. Spoczywa tu również filozof Józef Władysław Bychowiec, pierwszy tłumacz na język polski dzieł Kanta.

## Galeria

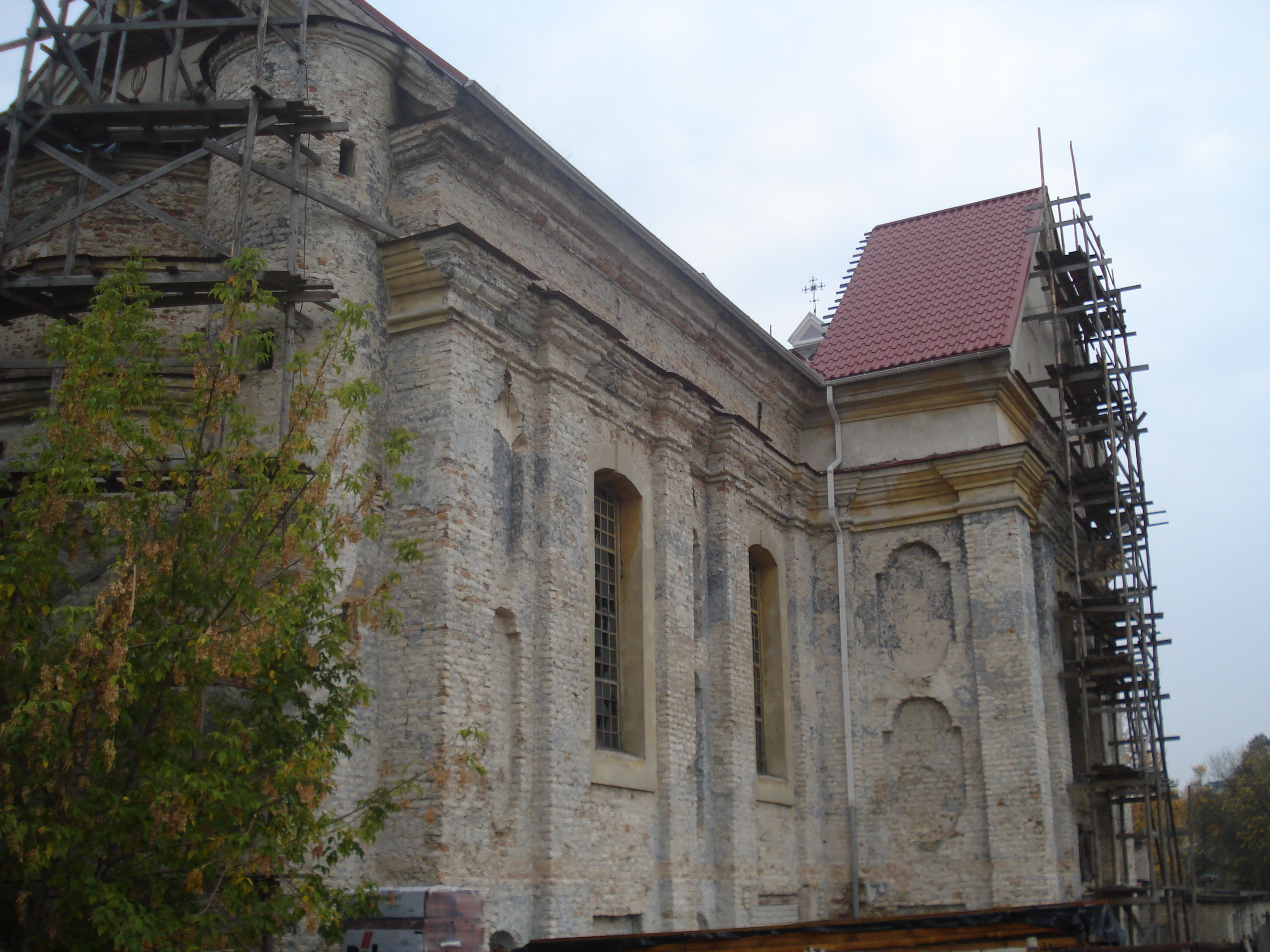
Fasada północna kościoła
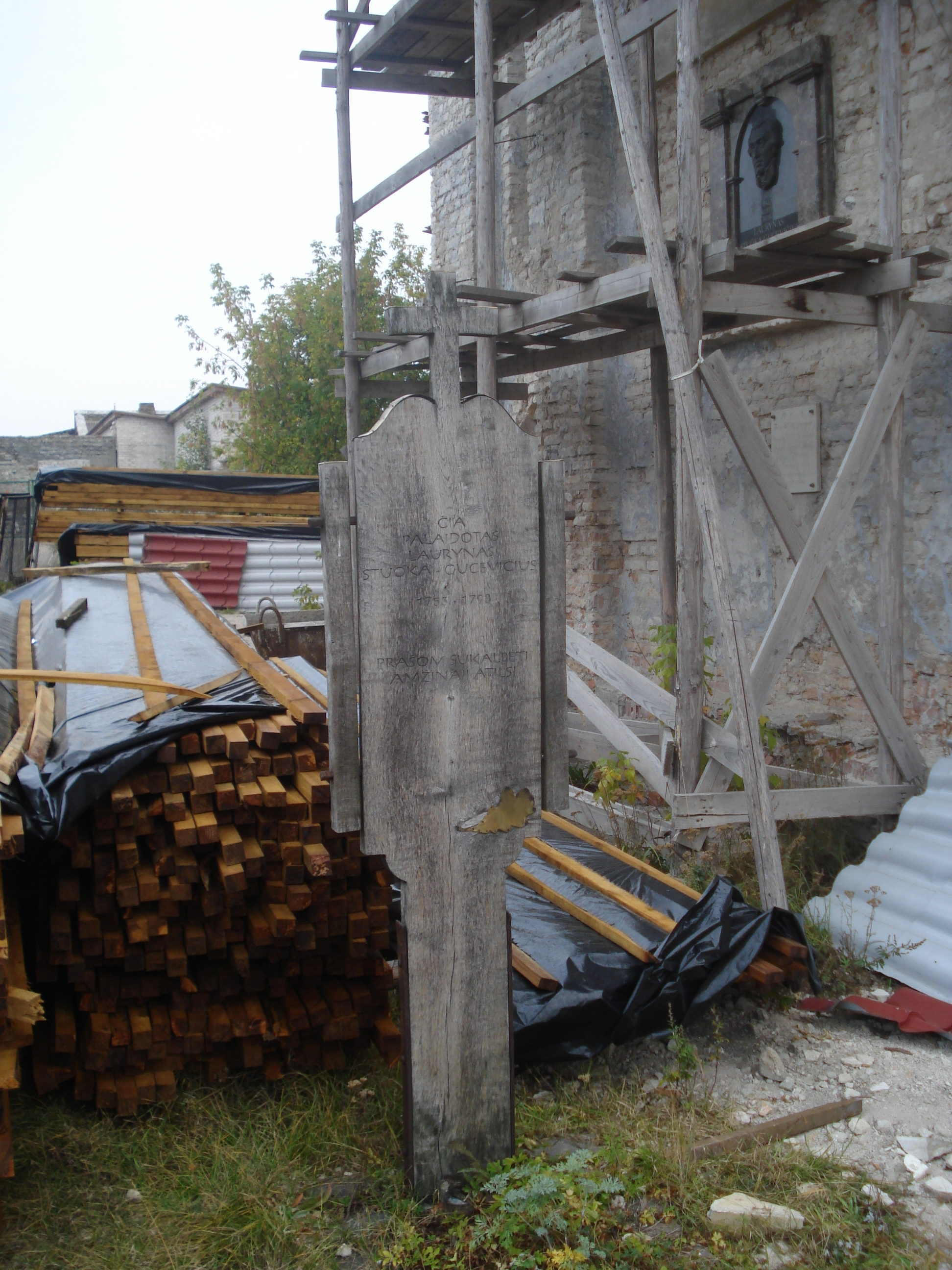
Grób Wawrzyńca Gucewicza